# 貝雅區
貝雅區 （葡萄牙語：Distrito de Beja，葡萄牙語：[ˈbɛʒɐ] ⓘ）是葡萄牙南部的一個區。面積10,225平方公里，人口152,758人 （2011年）。首府貝雅，下分14市镇。